# Torenia
Torenia este un gen de plante din familia  Scrophulariaceae.

## Specii
Cuprinde  circa 42 specii.